# Psittacanthus crassicostatus
Psittacanthus crassicostatus är en tvåhjärtbladig växtart som beskrevs av Kuijt. Psittacanthus crassicostatus ingår i släktet Psittacanthus och familjen Loranthaceae. Inga underarter finns listade i Catalogue of Life.